# Potoci oko Papuka
Potoci oko Papuka este o arie protejată (sit de importanță comunitară — SCI) din Croația întinsă pe o suprafață de 486,26 ha, integral pe uscat.

## Localizare
Centrul sitului Potoci oko Papuka este situat la coordonatele 45°34′05″N 17°44′06″E / 45.568°N 17.735°E.

## Înființare
Situl Potoci oko Papuka a fost declarat sit de importanță comunitară în iulie 2013 pentru a proteja 4 specii de animale.

## Biodiversitate
Situată în ecoregiunea continentală, aria protejată conține 1 habitat natural: Cursuri de apă de la nivel de câmpie la nivel montan, cu vegetație Ranunculion fluitantis și Callitricho-Batrachion.
La baza desemnării sitului se află mai multe specii protejate:
- mamifere (1): vidră de râu (Lutra lutra)
- nevertebrate (2): Austropotamobius torrentium, Unio crassus
- pești (1): Barbus balcanicus